# 多鱗擬鮃
多鱗擬鮃為輻鰭魚綱鰈形目鰈亞目鮃科的其中一種，為熱帶海水魚，分布於西印度洋斯里蘭卡海域，棲息深度59-64公尺，棲息在底層水域，生活習性不明。
其种加词“polylepis”意为“多鳞的”。